# Gvidonas Markevičius
Gvidonas Markevičius (Šakiai, 22 novembre 1969) è un ex cestista e allenatore di pallacanestro lituano, medaglia d'argento all'Europeo 1995 con la Lituania.

## Carriera
Con la Lituania ha disputato i Campionati europei del 2005.